# Ricanoides flabellum
Ricanoides flabellum är en insektsart som först beskrevs av Noualhier 1896.  Ricanoides flabellum ingår i släktet Ricanoides och familjen Ricaniidae. Inga underarter finns listade i Catalogue of Life.